# Atysilla straminea
Atysilla straminea är en skalbaggsart som beskrevs av Louis Albert Péringuey 1904. Atysilla straminea ingår i släktet Atysilla och familjen Melolonthidae. Inga underarter finns listade.